# Riechedly Bazoer
Riechedly Bazoer (Utrecht, Países Bajos, 12 de octubre de 1996) es un futbolista neerlandés, juega como mediocampista y su equipo es el Konyaspor de la Superliga de Turquía.

## Carrera

### Ajax de Ámsterdam
Bazoer es adquirido por el AFC Ajax en situación de agente libre, proveniente del club rival de la Eredivisie el PSV Eindhoven transferencia realizada el 16 de noviembre de 2012, en ese momento el jugador era pretendido por muchos clubes de la Premier League, entre ellos el Arsenal F. C., Chelsea F. C., Manchester City y el Newcastle United. Pero el jugador optó por firmar en el equipo de la ciudad de Ámsterdam, el jugador no necesitaba tasa de transferencia ya que en ese entonces el jugador era menor de edad. Sin embargo la KNVB declaró que Bazoer no sería elegible para el primer equipo del AFC Ajax hasta después de su cumplir los 16 años.
El 29 de junio de 2013 hizo su debut con el equipo de primera del A. F. C. Ajax en un amistoso de pretemporada contra el SDC Putten. Bazoer entró como sustituto del segundo tiempo, el partido terminó en una victoria de 4-1 a favor del Ajax. Bazoer hizo su debut profesional en la Eerste Divisie con el Jong Ajax, en el primer partido de la temporada disputado el 5 de agosto de 2013, un partido el cual ganó Jong Ajax por 2-0 en el primer partido de la segunda división del fútbol neerlandés. El 4 de septiembre de 2013 se anunció que Bazoer fue uno de los 22 jugadores que se registraron por Frank de Boer en el Ajax del equipo campaña 2013-14 de la Liga de Campeones de la UEFA.

### VfL Wolfburgo y Porto
El 14 de diciembre de 2016 el VfL Wolfsburgo anunció que había firmado un contrato con el club de Baja Sajonia hasta el 30 de junio de 2021. Su traspaso se produciría en el próximo período de transferencia de invierno. La transferencia fue tasada en 12 millones de euros.
El 31 de agosto de 2018 el F. C. Porto hizo oficial su llegada como cedido hasta final de temporada.

### Regreso a Países Bajos
El 7 de enero de 2019 el F. C. Utrecht logró su cesión hasta final de temporada tras ser cancelada antes de tiempo la cesión en el equipo portugués debido a la falta de minutos. El 12 de julio del mismo año el S. B. V. Vitesse hizo oficial su fichaje tras llegar a un acuerdo con el VfL Wolfsburgo para su traspaso.
Quedó libre en junio de 2022 y, al mes siguiente, se incorporó al AZ Alkmaar por tres años. En algo más de dos campañas disputó 68 encuentros y en septiembre de 2024 se marchó al Konyaspor.

## Selección nacional
Bazoer ha representado en las categorías sub-15, sub-16, sub-17 y sub-19 a la selección de fútbol de los Países Bajos obteniendo entre todas un total de 24 apariciones y un gol. Su mejor actuación en las categorías mencionadas fue con la selección sub-17 de Holanda obteniendo el título del Campeonato Europeo Sub-17 de la UEFA 2012.
El 4 de enero de 2013, la Federación de Fútbol de Curazao expresó un interés en llamar Bazoer para representar a la selección de fútbol sub-20 de Curazao para el Campeonato Sub-20 de la Concacaf de 2013 en México. Bazoer era elegible debido a su edad y su ascendencia, y esto no habría entrado en conflicto con su decisión de jugar para los Países Bajos dada la edad del jugador, pero la oferta fue rechazada por sus agentes, y Bazoer permaneció en Ámsterdam.
Bazoer recibió su primera llamada con Países Bajos en octubre de 2015 para reemplazar al lesionado Davy Klaassen, y de nuevo el 6 de noviembre de 2015 para amistosos ante Gales y Alemania. Hizo su debut con la absoluta como suplente ante Gales, el 13 de noviembre de 2015.

## Clubes
| Club                   | País         | Año       |
| ---------------------- | ------------ | --------- |
| Jong Ajax              | Países Bajos | 2013-2014 |
| Ajax de Ámsterdam      | Países Bajos | 2014-2017 |
| VfL Wolfsburgo         | Alemania     | 2017-2019 |
| F. C. Porto (cedido)   | Portugal     | 2018-2019 |
| F. C. Utrecht (cedido) | Países Bajos | 2019      |
| S. B. V. Vitesse       | Países Bajos | 2019-2022 |
| AZ Alkmaar             | Países Bajos | 2022-2024 |
| Konyaspor              | Turquía      | 2024-     |